# Onuka
Onuka (gestileerd als ONUKA) is een Oekraïense elektro-folk band.

## Geschiedenis
De groep werd in 2013 opgericht door de muzikanten Jevhen Filatov en Nata Zjizjtsjenko. Andere bandleden zijn Darina Sert, Maria Sorokina en Jevhen Jovenko. De band speelt op elektronische drums, trombones, Franse hoorns, en de Oekraïense volksinstrumenten bandura, sopilka en trembita.
Het Oekraïense woord Onuka vertaalt naar "kleindochter", een eerbetoon aan Zjizjtsjenko's grootvader Olekandr Sjl'ontsjik  die een befaamd instrumentenmaker was. Zjizjtsjenko startte haar muzikale carrière met de band Tomato Jaws, waar ze samen met haar broer elf jaar lang in speelde. Sommige nummers zijn gemixt door Filatovs band The Maneken, dat uiteindelijk leidde tot de oprichting van Onuka.
Onuka speelde in mei 2017 als tussenact in de finale op het Eurovisiesongfestival met het NAOFI-orkest (National Academic Orchestra of Folk Instruments) in Kiev.

## Discografie
ONUKA's debuutalbum kwam uit op 15 oktober 2014 en werd het bestverkochte album van de maand op iTunes in Oekraïne. Hun eerste ep, Look, kwam uit op 15 mei van dat jaar en debuteerde op de eerste positie van iTunes. Onuka bracht een tweede ep uit op 8 februari 2016 genaamd Vidlik. Op deze ep staat het nummer "19 86" dat Zjizjtsjenko schreef over de kernramp van Tsjernobyl en de gevolgen daarvan op Oekraïne van grote invloed waren op dit album. De titel Vidlik betekent een nieuw begin of aftellen.

### Studioalbums
- Onuka (2014)
- Mozaïka (2018)
- KOLIR (2021)
- Ukrainian Constructivism (2022)
- Room (2023)

### Ep's
- Look (2014)
- Vidlik (2016)

### Singles
- "Look" (2013)
- "Time" (2015)
- "Misto" (2015)
- "City" (2015)
- "Vidlik" (2016)
- "19 86" (2016)
- "Vsesvit" (2017)
- "Guns Don't Shoot" (2017)
- "Strum" (2018)
- "Xashi" (2018)
- "Zenit" (2019)
- "CEAHC" (2020)
- "UYAVY" (2021)

## Prijzen en nominaties
ONUKA werd genomineerd voor de Oekraïense Yuna Music Awards in de categorie Ontdekking van het jaar.